# المدارية (قرية)
قرية المدارية أو القحطانية، قرية سورية تقع في الجولان على تلة صغيرة بجوار قرية السلمنية أو الصرمان، وتتبع إداريًا لمحافظة القنيطرة وعلى مسافة 3 كم من مدينة القنيطرة المدمرة. تمتد أراضي القرية بين الجزء الخاضع للسيطرة السورية والجزء المحتل الخاضع للسيطرة الإسرائيلية من الهضبة. بيوت القرية تقع في الجزء المحتل وقد أزيلت تمامًا عن الوجود، لكن السلطات السورية أعادت بناء قرية جديدة بنفس الاسم على الجزء المحرر من أراضي القرية بمحاذات خط وقف إطلاق النار واتفاقية فض الاشتباك 1974.
بنيت القرية القديمة نحو عام 1878 م، وقد بناها المهاجرون الشراكسة، وتعتبر من القرى الصغيرة في المنطقة. وقعت القرية تحت الاحتلال الإسرائيلي عام 1967 م وهجر كل سكانها إلى العاصمة دمشق بعد حرب حزيران.
بعد حرب تشرين 1973 عاد جزء من أراضي القرية للسيطرة السورية، ومع بدء مشروع إعادة إعمار القرى المحررة، بنيت بيوت جديدة على الأراضي المسترجعة. تتألف القرية الجديدة من قرابة 60 منزلاً، وتتوفر فيها خدمات أساسية متواضعة، يقدر عدد سكانها حاليا بـ 150 - 200 نسمة، يعمل معظمهم في القطاع الحكومي في دمشق وخان أرنبة وآخرون في الزراعة وتربية الحيوانات وبعض الحرف. تشهد بعض النشاط والحركة بفضل قربها من مركز المحافظة الحالي مدينة خان أرنبة ووقوعها على الطريق نحو قرى رويحينة وبئر عجم وبريقة جنوبًا.